# Hesselte (waterschap)
Hesselte was een waterschap in de provincie Drenthe, deze ging in 1985 op in het fusiewaterschap De Oude Vaart. De belangrijkste taak van het waterschap was de afvoer van het water regelen in het gebied.